# Cristo del Perdón (Real Sitio de San Ildefonso)
El Cristo del Perdón es una obra del escultor Luis Salvador Carmona realizada en 1750 en madera policromada. Se encuentra en la iglesia de Nuestra Señora del Rosario, en el Real Sitio de San Ildefonso.

## Historia
La obra se realizó para la cofradía de la Real Esclavitud del Cristo del Perdón, con sede en la iglesia de Nuestra Señora del Rosario del Real Sitio de San Ildefonso. Se ubica en la capilla central del lado del Evangelio de dicha iglesia. Según el propio escultor, la obra estaba acabada el 6 de enero de 1751 y dos años más tarde se hizo un retablo para albergarlo. En 1755-1756, la reina Isabel de Farnesio ordenó dos nuevos retablos, uno para este Cristo del Perdón y otro para la Virgen de la Soledad.
El autor tomó como modelo el Cristo del Perdón de Manuel Pereira, obra ya desaparecida que se encontraba en el convento de Nuestra Señora del Rosario, en Madrid. Esa tipología fue repetida en numerosas variantes, como las de Bernardo del Rincón, Pedro de Ávila, Francisco Díez de Tudanca y el propio Carmona, que esculpió las imágenes de San Ildefonso (1750), Atienza (1753) y Nava del Rey (1756).
En 1768 la Cofradía encargó al sobrino del escultor, Juan Antonio Salvador Carmona, una estampa de la imagen, cuyo grabado se dedicó al infante Luis de Borbón, Hermano Mayor de dicha cofrafía.

## Descripción
Se trata de una representación simbólica, sin correspondencia con ningún pasaje evangélico. En ella, Cristo implora el perdón universal tras asumir los pecados del mundo, representados a través de un globo terráqueo, apoyado sobre una roca, en cuyo frente se representa el pecado original. Un paño recogido, entre la esfera y la pierna de Cristo, otorga estabilidad a la composición; este paño se ha interpretado como sudario o como alusión a la sacralidad del cuerpo de Cristo.
El cuerpo desnudo es de tamaño natural y su figura, estilizada por el sufrimiento, conjuga delicadeza y patetismo. Este se aprecia en las llagas de las manos, cuyos dedos están tallados individualmente, o en la expresión del rostro, suplicante y sufriente. La cuerda que cuelga del cuello destaca su condición de penintente. Otros elementos añadidos son las espinas de la corona, los ojos de vidrio y los dientes de pasta.